# Milan Dvořák (překladatel)
Milan Dvořák (* 29. září 1949 Praha) je český tlumočník a překladatel z angličtiny a ruštiny. Je bratrem novináře Libora Dvořáka.

## Život
Milan Dvořák se narodil v Praze, kde také navštěvoval základní školu. V letech 1959–1963 ale žil s rodiči v Moskvě, kde otec Richard Dvořák působil jako velvyslanec a chodil do místní ruskojazyčné školy. V roce 1968 maturoval na Střední ekonomické škole v pražské Resslově ulici (dnes opět Českoslovanská akademie obchodní doktora Edvarda Beneše) a pak strávil půl roku s rodiči v Indii.
Po návratu v roce 1969 nastoupil na Obchodní fakultu Vysoké školy ekonomické v Praze, ale když se mu zhoršila neléčitelná oční vada, přešel na obor překladatelství a tlumočnictví Univerzity 17. listopadu (po jejím zrušení v roce 1974 byl obor převeden na Filozofickou fakultu Univerzity Karlovy), který absolvoval roku 1976. Od té doby pracuje jako konferenční tlumočník a literární překladatel ve svobodném povolání. V 80. letech 20. století byl tlumočníkem Michaila Gorbačova a dostal přezdívku „Hlas Moskvy“.
Známým se ale stal především jako překladatel ruských zpívajících básníků, jejichž díla také sám interpretuje (Alexandr Galič, Novella Matvějevová, Bulat Okudžava, Vladimir Vysockij). Roku 2012 obdržel se svým bratrem Liborem Cenu Rudolfa Medka, udělovanou významným kulturním osobnostem, které se zabývají česko-ruskými vztahy. Jeho žena Daria (* 1951) je rovněž překladatelka.
Vystupuje spolu s Věrou Slunéčkovou.

## Překlady

### Překlady z angličtiny
- David Brin: Pošták (1998).
- Charles A. Coulombe: Náměstkové Kristovi (2005).
- Harry Harrison: Stroj času značky Hollywood (1999).
- Lee Iacocca: Iacocca – vlastní životopis (1991), společně s kolektivem překladatelů.
- Richard Lourie: Stalin (2000).
- Peter Mason: Vrah z moci úřední (2002).
- Jasper Ridley: Mussolini (2002).
- Edward Rutherfurd: Russka – román o Rusku (2002), společně s Dariou Dvořákovou.
- William Taubman: Chruščov: Člověk a jeho doba (2005).
- D. M. Thomas: Alexandr Solženicyn – století v jeho životě (1999), společně s Dariou Dvořákovou.
- Francis Wheen: Karel Marx (2002).

### Překlady z ruštiny
- Atlanti drží nebe (1988, výbor z textů ruských písničkářů), společně s Helenou Frankovou.
- Michail Bulgakov: Psí srdce a jiné povídky (2014).
- Alexandr Galič: Kadiš (1997), rozšířeno 2002.
- Natalja Gorbaněvská: Poledne (2012).
- Alexandr Sergejevič Gribojedov: Hoře z rozumu (1986).
- Pavel Chlebnikov: Kmotr z Kremlu Boris Berezovskij (2003).
- Venědikt Vasiljevič Jerofejev: Moskva-Petušky, časopisecky 1990, knižně 2012.
- Ivan Andrejevič Krylov: Prase a jiné bajky (2011).
- Michail Jurjevič Lermontov: Démon (2012).
- Vladimir Majakovskij: O tom (1987), společně s Jiřím Tauferem.
- Jurij Mamlejev: Šatuni (1998).
- Bulat Okudžava; Vladimir Vysockij: Koně nezkrocení (1983), společně s Václavem Daňkem.
- Boris Pasternak : Hvězdný déšť (1989), společně s kolektivem překladatelů.
- Valentin Pikul: Admirál a gejša (1986).
- Alexandr Sergejevič Puškin: Evžen Oněgin (1999).
- Vladimir Putin: Putin – z první ruky (2000), společně s Liborem Dvořákem.
- Alexandr Solženicyn: Rusko v troskách (1999).
- Fjodor Ivanovič Šaljapin: Maska a duše: můj život (2007).
- Vadim Šefner: Skromný génius (1985).
- Vladimir Vysockij: Pravda a lež (1997).
- Vladimir Vysockij: Nepiju sám (2006).

### Překlad z francouzštiny
- Hugues Aufray: Bílý kůň (Kdysi byl mojí láskou), v originále Stewball (Le cheval blanc) (1968).[5]